# Anita Weiß
Pour les articles homonymes, voir Weiß.
Anita Weiß (née Barkusky le 16 juillet 1955 à Burow) est une athlète allemande, spécialiste des courses de demi-fond.

## Biographie
Elle remporte la médaille d'or du 800 mètres lors des Championnats d'Europe en salle 1975 de Katowice, en devançant le Soviétique Sarmita Stûla et la Bulgare Rositsa Pekhlivanova. 

### Palmarès
| Date | Compétition                    | Lieu      | Résultat | Épreuve          |
| ---- | ------------------------------ | --------- | -------- | ---------------- |
| 1973 | Championnats d'Europe juniors  | Duisbourg | 1re      | Relais 4 × 400 m |
| 1975 | Championnats d'Europe en salle | Katowice  | 1re      | 800 m            |
| 1976 | Jeux olympiques                | Montréal  | 4e       | 800 m            |
| 1978 | Championnats d'Europe          | Prague    | 6e       | 800 m            |
| 1978 | Championnats d'Europe          | Prague    | 6e       | 400 m haies      |
| 1979 | Championnats d'Europe en salle | Vienne    | 2e       | 800 m            |

### Records
| Épreuve | Performance   | Lieu | Date |
| ------- | ------------- | ---- | ---- |
| 800 m   | 1 min 55 s 74 |      | 1976 |